# Super libris

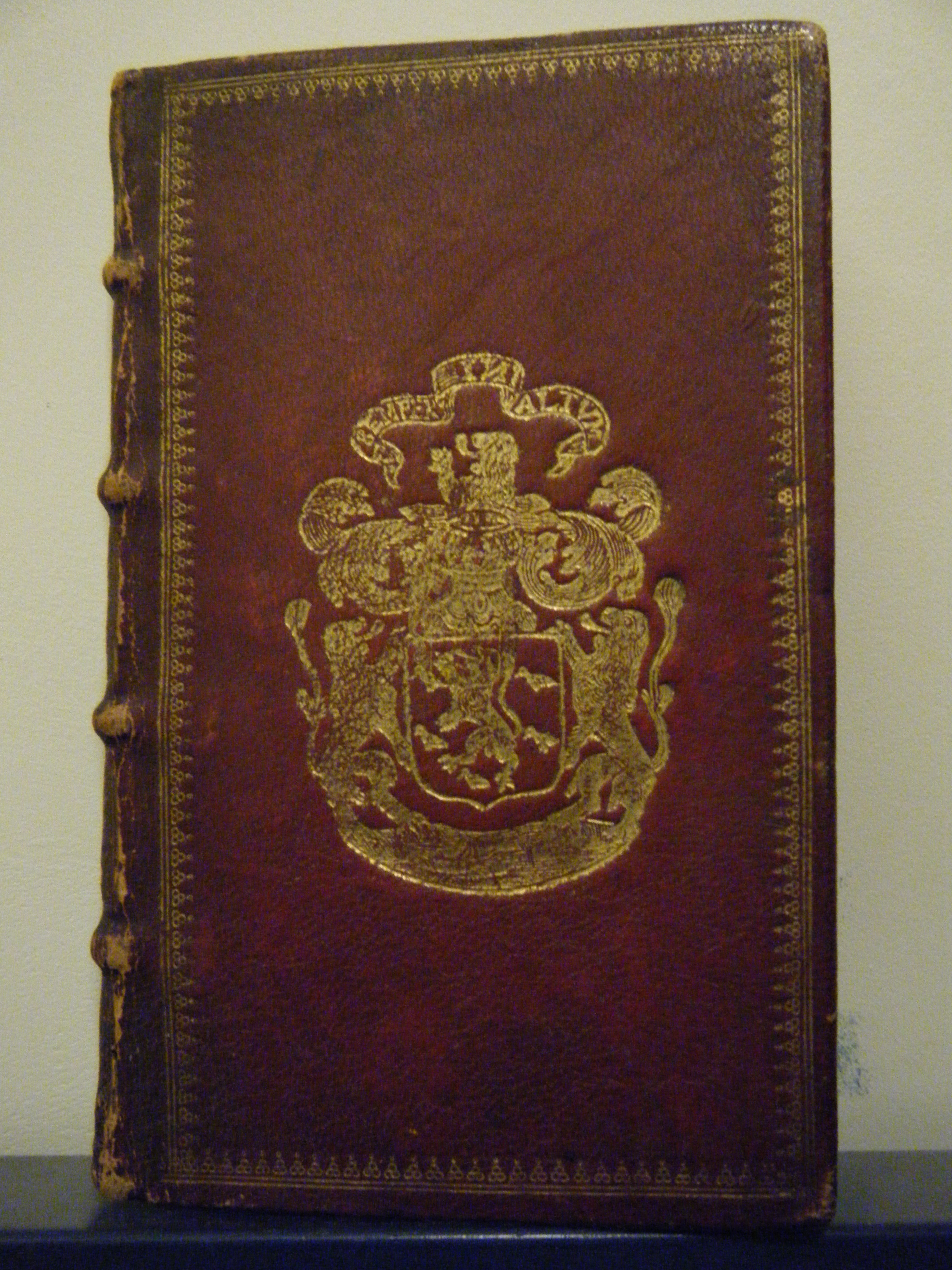

Super libris é a marca de propriedade de um livro, quando gravada na encadernação da obra.
Se a marca for impressa em uma estampa colada geralmente no verso da capa do livro, denomina-se ex-líbris.